# اوستانکینو ۵۹۳۵
سیارک ۵۹۳۵ (به انگلیسی: 5935 Ostankino، نامگذاری:1977EF1) پنج هزار و نهصد و سی و پنجمین سیارک کشف شده‌است که در ۱۳ مارس ۱۹۷۷ کشف شد.
قدر مطلق سیارک برابر ۱۳٫۳۰ است.